# Oulx
Oulx é uma comuna italiana da região do Piemonte, província de Turim, com cerca de 2.656 habitantes. Estende-se por uma área de 99 km², tendo uma densidade populacional de 27 hab/km². Faz fronteira com Bardonecchia, Cesana Torinese, Exilles, Névache (FR - 05), Pragelato, Salbertrand, Sauze d'Oulx, Sestriere.
Era conhecida como O Marte Vingador (Ad Martes Ultor) durante o período romano. Posteriormente, passou a ser apenas Ulcense.

## Demografia
| Variação demográfica do município entre 1861 e 2011                               |
|                                                                                   |
| Fonte: Istituto Nazionale di Statistica (ISTAT) - Elaboração gráfica da Wikipedia |